# Runenstein von Ålgård
Der Runenstein von Ålgård steht am Lilandsveien nordöstlich von Hauge i Dalane (Kommune Sokndal) im Fylke Rogaland in Norwegen.
Der Runenstein ist 1,75 Meter hoch und hat eine Basis von 40 × 20 cm. Es verjüngt sich etwas zur abgerundeten Spitze hin. Der etwas schief stehende Stein ist ein Teil eines Zaunes, der ein Grundstück einhegt. Er wird auf 800–900 n. Chr. datiert. Aus seinem Umfeld sind keine anderen Artefakte bekannt.
Die Runeninschrift im jüngeren Futhark geht von unten nach oben entlang einer flachen Seite des Runensteines. Die Länge der Inschrift beträgt etwa 1,0 Meter und endet etwa 25 cm von oben. Die Runen sind etwa 10 cm hoch. Die Inschrift, deren Anfang mit dem Namen erodiert ist, lautet: „… errichtete diesen Stein“.